# Rudolf von Ringoltingen

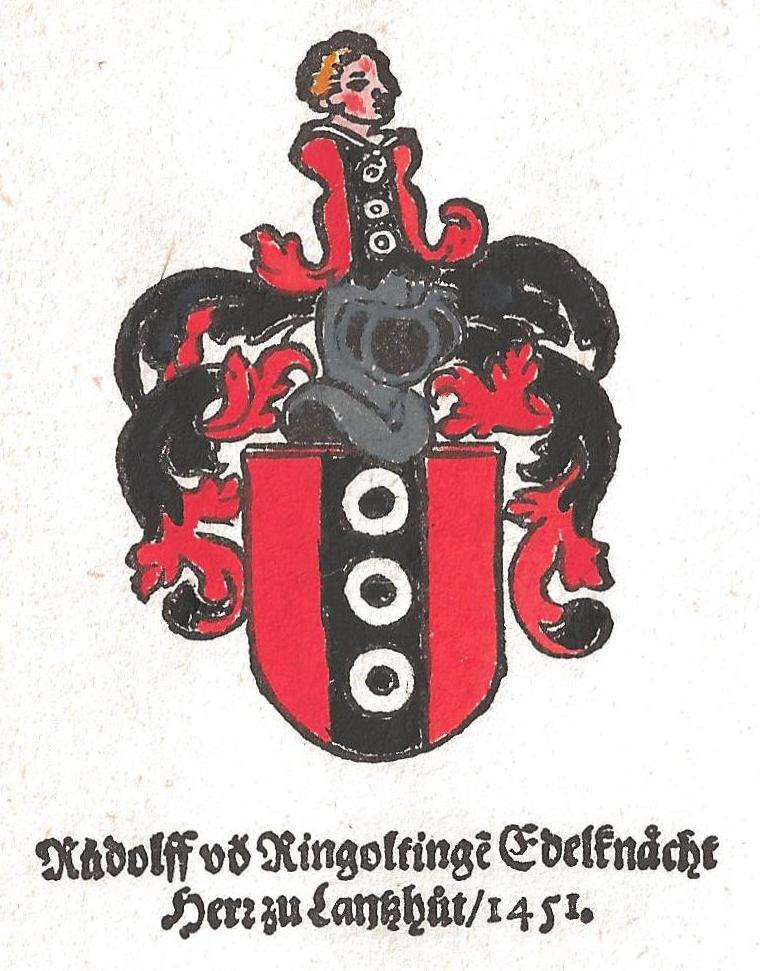
Wappen Rudolf von Ringoltingen (1611)

Rudolf von Ringoltingen (* um 1385; † nach 15. Juni 1456) war Schultheiss von Bern und Herr zu Landshut.
Rudolf von Ringoltingen kam als Sohn des Heinrich von Ringoltingen und der Klara Matter zur Welt. Er war 1409 in erster Ehe mit Jonata von Mömpelgard-Oltigen verheiratet, in zweiter Ehe mit Paula von Hunwil und vor 1446 in dritter Ehe mit Margareta von Düdingen. 
Rudolf von Ringoltingen war ab 1409 Mitglied des bernischen Grossen Rats, in den Jahren 1435 bis 1455 auch des Kleinen Rats und 1448, 1451 und 1454 Schultheiss von Bern. Während seiner Ämterlaufbahn war er für Bern regelmässig als Gesandter tätig.
Rudolf von Ringoltingen versteuerte 1448 ein Vermögen von 31'000 Gulden. Dazu gehörten ab 1415 Schloss und Herrschaft Landshut sowie Güter in Belp, Kehrsatz, La Neuveville und Ligerz.